# Noctua maculata
Noctua maculata là một loài bướm đêm trong họ Noctuidae.